# Tillandsia 'Druid'
Tillandsia 'Druid' es un  cultivar híbrido del género Tillandsia perteneciente a la familia  Bromeliaceae.
Es un híbrido creado en el año 1971 con las especies Tillandsia ionantha & desconocido